# Gephi

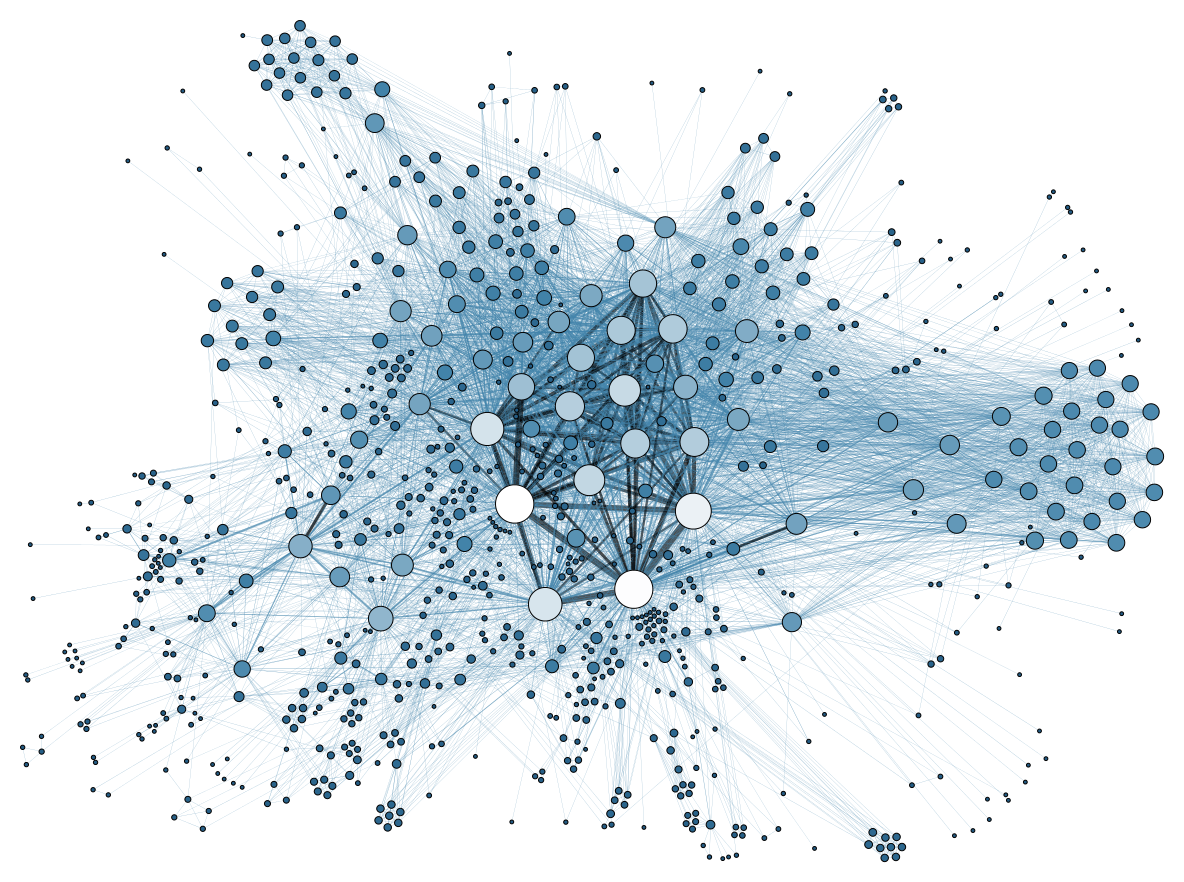
Ein Beispiel einer Visualisierung, die von Gephi erzeugt wurde.

Gephi ist ein quelloffenes Softwarepaket zur Netzwerkanalyse und Visualisierung, das in der Programmiersprache Java geschrieben wurde. Es verwendet die Plattform NetBeans.

## Geschichte
Anfangs wurde Gephi von Studenten der University of Technology of Compiègne (UTC) in Frankreich entwickelt. Gephi nahm am Google Summer of Code in 2009, 2010, 2011, 2012, und 2013 teil.
Die Version, 0.9.0, wurde im Dezember 2015 veröffentlicht. Aktualisierungen erschienen im Februar 2016 (0.9.1) und September 2017 (0.9.2). Vorherige Versionen sind 0.6.0 (2008), 0.7.0 (2010), 0.8.0 (2011), 0.8.1 (2012) und 0.8.2 (2013).
Das Gephi Consortium, 2010 gegründet, ist eine nicht gewinnorientierte Organisation nach französischem Recht, welche die Weiterentwicklung der Software unterstützt. Ihr gehören unter anderem SciencesPo, Linkfluence, WebAtlas und Quid an. Gephi wird durch eine große Gemeinschaft an Nutzern unterstützt. Es gibt eine Facebookgruppe, ein Forum und zahlreiche Anleitungen auf Webseiten und Blogs.
Die neueste Version – 0.10.1 – erschien am 17. Januar 2023.

## Funktionen und Besonderheiten
Gephi verwendet zur Visualisierung OpenGL und damit die Grafikkarte zur graphischen Darstellung. Das erlaubt es Gephi Netzwerke mit über 20.000 Knoten zu verarbeiten, ohne dabei den Haupt-Prozessor zu beanspruchen.

### Implementierte Layout-Algorithmen
Gephi stellt verschiedene Algorithmen zur Verfügung, um die Knoten eines Netzwerks anzuordnen.
- Fruchterman Reingold[16]
- Force Atlas2[17]
- Yifan Hu Algorithmen[18]

### Unterstützte Dateiformate
- DOT
- GraphML
- Graph Modelling Language
- Graph Exchange XML Format

## Anwendungen
Gephi findet in der Wissenschaft und im Journalismus zur Visualisierung von Netzwerkdaten Verwendung.
Beispielsweise wurden soziale Unruhen auf Twitter nachvollzogen. Renommierte Zeitungen wie die New York Times nutzen Gephi zur Aufbereitung von Daten und rund um Themen der Netzwerkanalyse. Gephi ist in der Wissenschaftsströmung der Digital Humanities verbreitet, der auch viele der Entwickler der Software selbst angehören.